# NGC 941
NGC 941 é uma galáxia espiral barrada (SBc) localizada na direcção da constelação de Cetus. Possui uma declinação de -01° 09' 04" e uma ascensão recta de 2 horas, 28 minutos e 27,8 segundos.
A galáxia NGC 941 foi descoberta em 6 de Janeiro de 1785 por William Herschel.